# Трново (Грчка)
Трново или Трнаа (Прасино) је насеље у Грчкој у општини Преспа, периферија Западна Македонија. Према попису из 2021. године било је 18 становника.

## Географија
Трново је удаљено око 34 km југозападно од града Лерин (Флорина), који се налази близу Малог Преспанског језера.

## Становништво
Македонски историчар Тодор Симовски, 1998. године наводи да је Трново словенско насеље.
Преглед становништва:
| Година       | 2001 |
| ------------ | ---- |
| Становништво | 14   |